# Вонгры
Вонгры  (пол. Wągry) — остановочный пункт железной дороги в деревне Вонгры в гмине Рогув, в Лодзинском воеводстве Польши. Имеет 2 платформы и 2 пути. 
Остановочный пункт на железнодорожной линии Варшава — Катовице, построен в 1947 году.